# Elecciones presidenciales de Maldivas de noviembre de 2013
Las elecciones presidenciales se llevaron a cabo en Maldivas en 2013 mediante el sistema de dos vueltas. El resultado de la votación inicial celebrada el 7 de septiembre de 2013 fue anulado por el Tribunal Supremo y la elección se volvió a ejecutar el 9 de noviembre. Como ninguno de los candidatos logró el apoyo de la mayoría, una segunda vuelta se llevó a cabo el 16 de noviembre. Abdulla Yameen fue elegido presidente.
La elección del 7 de septiembre se celebró sin que ningún candidato obtuviera mayoría absoluta, y se preparó una segunda vuelta destinada a celebrarse el día 28 de septiembre, entre Mohamed Nasheed y Abdullah Yameen (el presidente interino incumbente, Waheed, quedó cuarto en la primera vuelta). Sin embargo, el 27 de septiembre, un día antes del balotaje, el Tribunal Supremo anuló los resultados y ordenó la repetición total de las elecciones. Una repetición de la primera ronda se llevó a cabo el 9 de noviembre, produciendo un resultado similar al de la elección anulada, y la segunda vuelta fue planeada para el día siguiente debido a la necesidad constitucional de que el nuevo presidente asumiera el cargo el 11 de noviembre. Sin embargo, la segunda vuelta se pospuso la elección al 16 de noviembre por el Tribunal Supremo después de que Yameen afirmó que necesitaba más tiempo para hacer campaña. Yameen ganó la segunda vuelta con un aumento del 30% de los votos en la primera vuelta con el 51% en la segunda ronda. Nasheed también obtuvo 2% de votos más, siendo derrotado por 3 puntos de porcentaje.
Nasheed disputó la elección después de su forzada renuncia en una suerte de golpe de Estado policial durante la crisis política de las Maldivas de 2012 con el fin de volver a la presidencia después de ser derrocado por su vicepresidente y sucesor Mohammed Waheed Hassan. Waheed Hassan participó en las elecciones iniciales, pero se retiró de la segunda vuelta después de recibir sólo el 5% de los votos. Yameen, medio hermano paterno del expresidente Maumoon Abdul Gayoom era el candidato del partido de Gayyoom, el Partido Progresista.
Al día siguiente, 17 de noviembre, Yameen juró el cargo.

## Resultados
| Candidato                                                      | Partido                             | Resultados     | Resultados     | Resultados     | Resultados     |
| Candidato                                                      | Partido                             | Primera vuelta | Primera vuelta | Segunda vuelta | Segunda vuelta |
| Candidato                                                      | Partido                             | Votos          | %              | Votos          | %              |
| -------------------------------------------------------------- | ----------------------------------- | -------------- | -------------- | -------------- | -------------- |
| Abdulla Yameen                                                 | Partido Progresista de las Maldivas | 61,278         | 29.72          | 111,203        | 51.39          |
| Mohamed Nasheed                                                | Partido Democrático de las Maldivas | 96,764         | 46.93          | 105,181        | 48.61          |
| Qasim Ibrahim                                                  | Partido Republicano                 | 48,131         | 23.35          |                |                |
| Votos en blanco/inválidos                                      | Votos en blanco/inválidos           | 2,331          | –              | 2,237          | –              |
| Total                                                          | Total                               | 208,504        | 100            | 218,621        | 100            |
| Votantes registrados/participación                             | Votantes registrados/participación  | 239,105        | 87.20          | 239,165        | 91.41          |
| Fuente: Government of the Maldives, Government of the Maldives |                                     |                |                |                |                |